# Zhang Zun
En aquest nom xinès, el cognom és Zhang.
Zhang Zun (mort el 263 EC) va ser un ministre de Shu Han durant el període dels Tres Regnes de la història xinesa. Zhang Zun era el fill de Zhang Bao (fill de Zhang Fei). Zhang Zun juntament amb Zhuge Zhan era defenent al Pas Mianzhu després que el general de Cao Wei Deng Ai va dirigir una campanya per conquerir Shu Han. Quan Zhuge Zhan i el seu fill van acabar sent morts mentre la batalla es produïa, Zhang Zun va deixar el castell per defensar-lo amb les seves habilitats d'extraordinàries. Zhang finalment va ser mort en combat.